# パノラ郡 (テキサス州)
パノラ郡（パノラぐん、英: Panola County）は、アメリカ合衆国テキサス州の東部に位置する郡である。2010年国勢調査での人口は23,796人であり、2000年の22,756人から4.6%増加した。郡庁所在地はカーシージ市（人口6,779人）であり、同郡で人口最大の都市でもある。郡名はインディアンの言葉で綿花を意味している。
パノラ郡は州内に30ある禁酒郡（ドライ）の1つである。

## 歴史
パノラ郡は1846年にハリソン郡とシェルビー郡の一部を合わせて設立され、郡名は綿花を意味するインディアンの言葉から名付けられた。

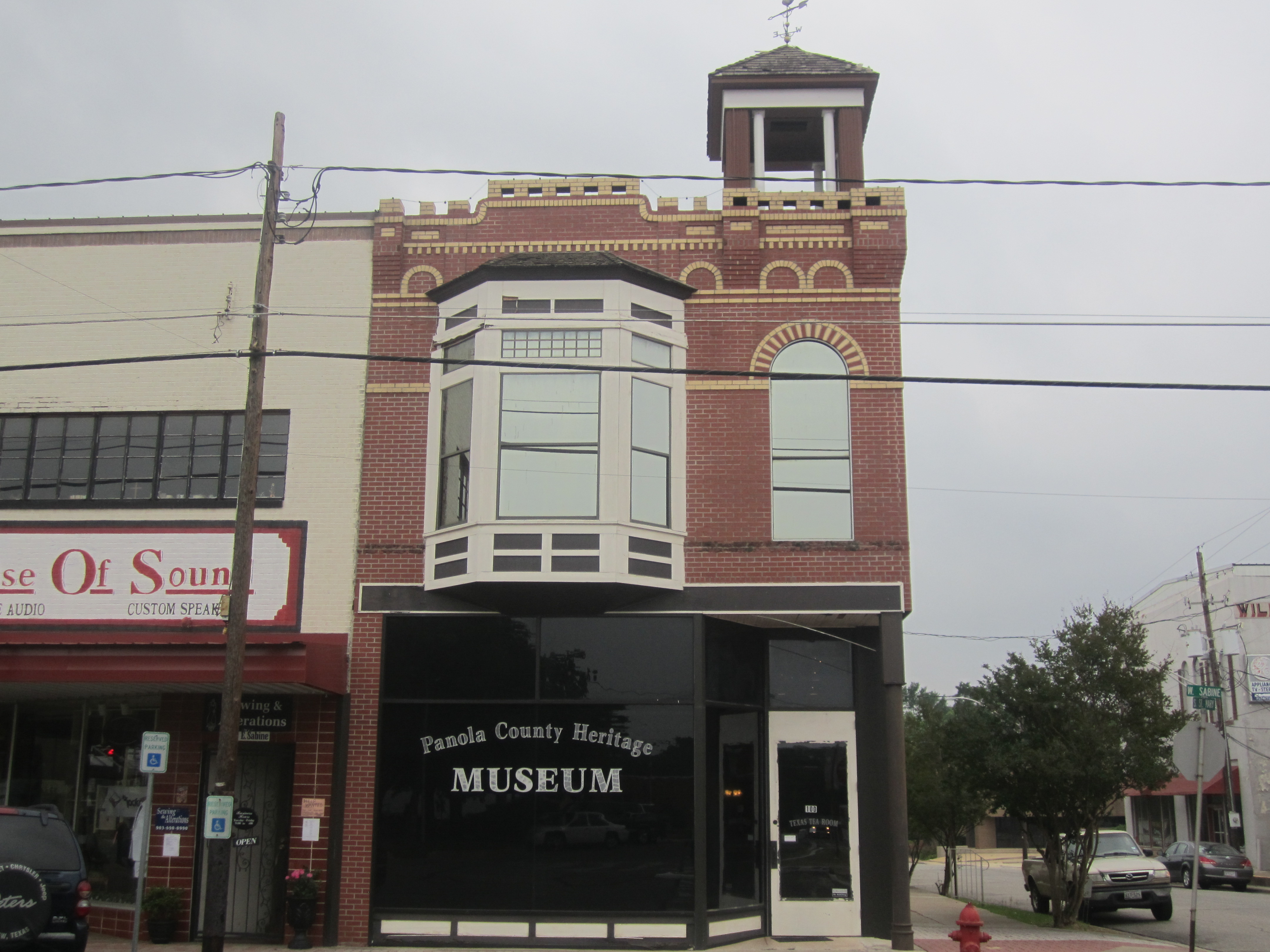
カーシージ市のパノラ郡歴史遺産博物館

## 地理
アメリカ合衆国国勢調査局に拠れば、郡域全面積は821平方マイル (2,126 km2)であり、このうち陸地801平方マイル (2,075 km2)、水域は20平方マイル (52 km2)で水域率は2.49%である。

### 主要高規格道路
- アメリカ国道59号線
- アメリカ国道79号線
- テキサス州道149号線

### 隣接する郡
- ハリソン郡 - 北
- カドー郡 (ルイジアナ州) - 北東
- デソト郡 (ルイジアナ州) - 東
- シェルビー郡 - 南
- ラスク郡 - 西

## 人口動態

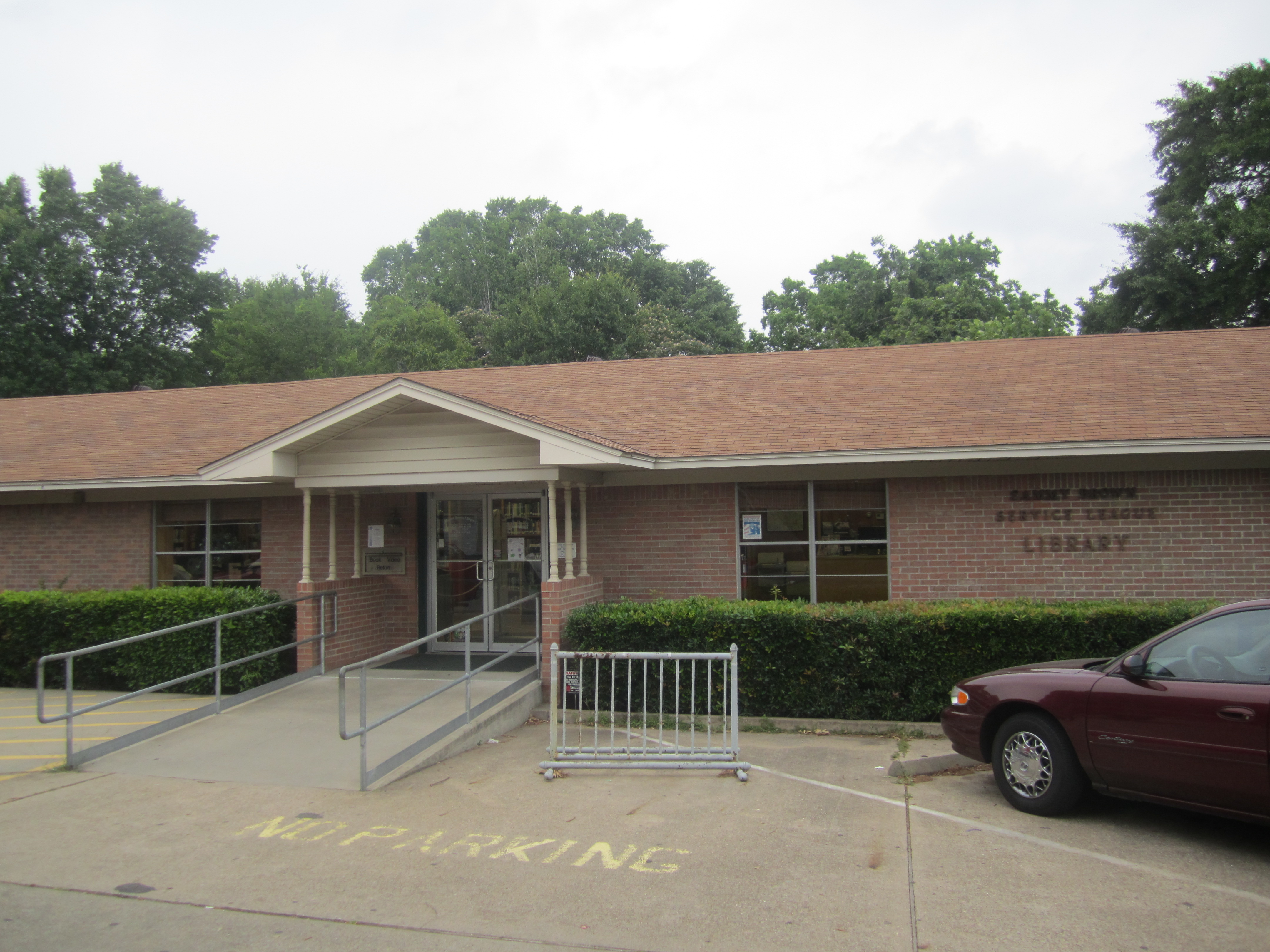
カーシージ市のサミー・ブラウン図書館、パノラ郡全体で利用されている

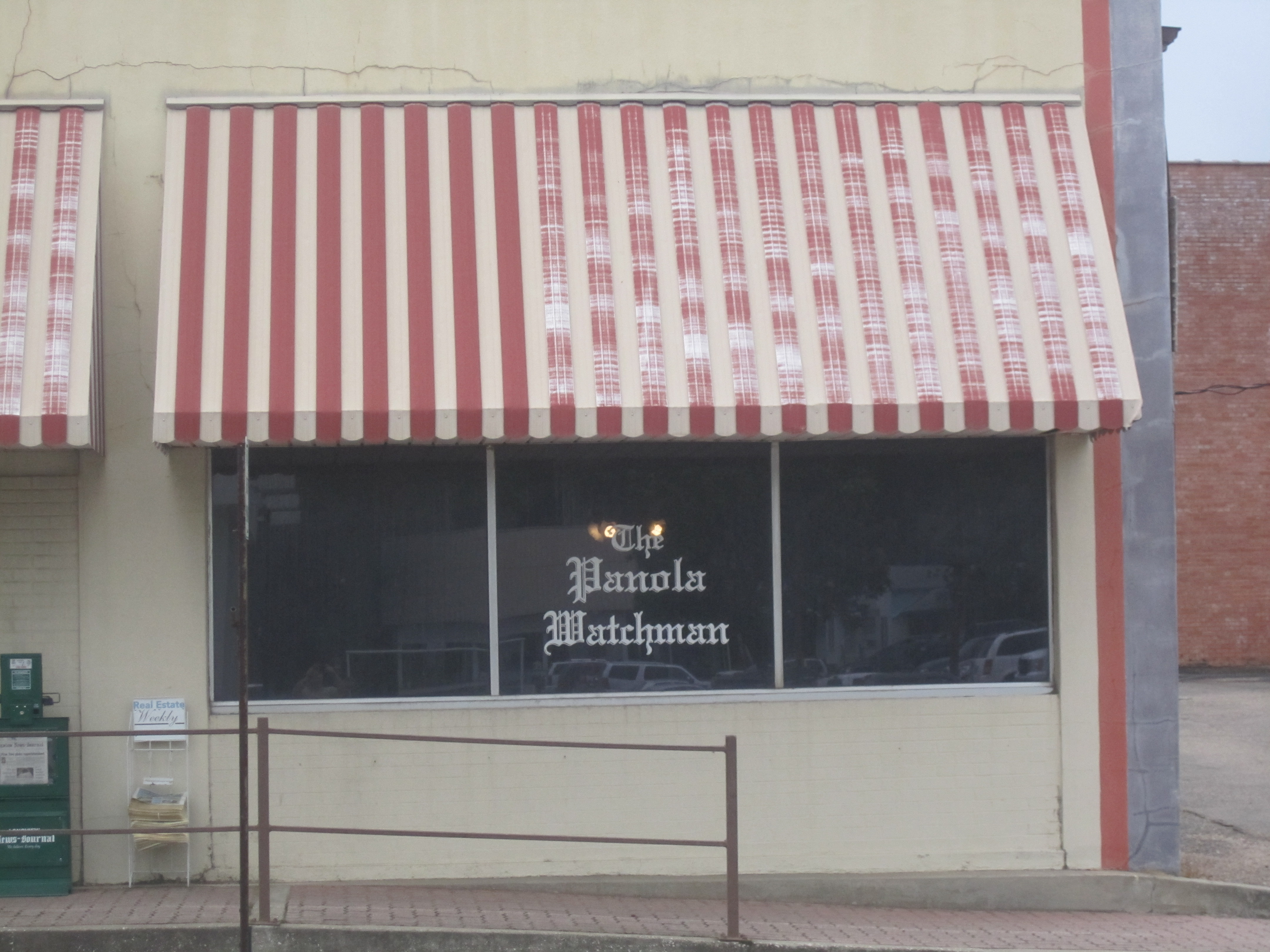
「パノラ・ウォッチマン」新聞社、1873年にカーシージ市で、南軍退役兵トム・M・バウワーズによって創刊された

以下は2000年の国勢調査による人口統計データである。
| 基礎データ - 人口: 22,756人 - 世帯数: 8,821 世帯 - 家族数: 6,395 家族 - 人口密度: 11人/km2（28人/mi2） - 住居数: 10,524軒 - 住居密度: 5軒/km2（13軒/mi2） 人種別人口構成 - 白人: 78.78% - アフリカン・アメリカン: 17.67% - ネイティブ・アメリカン: 0.36% - アジア人: 0.24% - その他の人種: 1.87% - 混血: 1.07% - ヒスパニック・ラテン系: 3.51% 年齢別人口構成 - 18歳未満: 25.2% - 18-24歳: 9.2% - 25-44歳: 25.1% - 45-64歳: 24.6% - 65歳以上: 15.8% - 年齢の中央値: 39歳 - 性比（女性100人あたり男性の人口） - 総人口: 92.3 - 18歳以上: 87.1 | 世帯と家族（対世帯数） - 18歳未満の子供がいる: 32.0% - 結婚・同居している夫婦: 57.9% - 未婚・離婚・死別女性が世帯主: 11.3% - 非家族世帯: 27.5% - 単身世帯: 25.1% - 65歳以上の老人1人暮らし: 12.8% - 平均構成人数 - 世帯: 2.53人 - 家族: 3.02人 収入と家計 - 収入の中央値 - 世帯: 31,909米ドル - 家族: 37,5957米ドル - 性別 - 男性: 31,333米ドル - 女性: 19,017米ドル - 人口1人あたり収入: 15,439米ドル - 貧困線以下 - 対人口: 14.1% - 対家族数: 11.6% - 18歳未満: 16.5% - 65歳以上: 16.1% |

## 都市と町
- ベックビル
- カーシージ - 郡庁所在地
- クレイトン、未編入の町
- デベリー、未編入の町
- ゲーリーシティ
- ロングブランチ、未編入の町
- ミネラルスプリングス
- マーボール、未編入の町
- パノラ、未編入の町
- テイタム、大半はラスク郡内

### ゴーストタウン
- センターポイント

## 教育
パノラ郡の公共教育は下記の独立教育学区が管轄している。
- ベックビル独立教育学区
- カーシージ独立教育学区
- エリジアンフィールズ独立教育学区、大半はハリソン郡内
- ゲーリー独立教育学区
- ホアキン独立教育学区、大半はシェルビー郡内
- テイタム独立教育学区、大半はラスク郡内
- テナハ独立教育学区、大半はシェルビー郡内

郡内には1947年にカーシージに開設されたパノラ・カレッジがある。

## 交通
現在計画中のトランス・テキサス・コリダーの TTC-69路線が郡内を通ることになる。